# ユニコイ郡 (テネシー州)
ユニコイ郡（英: Unicoi County）は、アメリカ合衆国テネシー州の東部に位置する郡である。2010年国勢調査での人口は18,313人であり、2000年の17,667人から3.7%増加した。郡庁所在地はアーウィン町（人口6,097人）であり、同郡で人口最大の町でもある。ユニコイとはチェロキー語で「白」、「かすんだ」、「霧のような」あるいは「霧に包まれた」を意味する言葉である。
ユニコイ郡は、ジョンソンシティ大都市圏に属し、さらにジョンソンシティ・キングスポート・ブリストル広域都市圏にも入っている。通常トライシティーズ地域と呼ばれている。

## 地理
アメリカ合衆国国勢調査局に拠れば、郡域全面積は186平方マイル (480 km2)であり、このうち陸地186平方マイル (480 km2)、水域は0平方マイル (0 km2)で水域率は0.19%である。

### 隣接する郡
- ワシントン郡 - 北
- カーター郡 - 北東
- ミッチェル郡 (ノースカロライナ州) - 東
- ヤンシー郡 (ノースカロライナ州) - 南
- マディソン郡 (ノースカロライナ州) - 南西
- グリーン郡 - 西

### 国立保護地域
- チェロキー国立の森（部分）

## 人口動態

人口ピラミッド

以下は2000年の国勢調査による人口統計データである。
| 基礎データ - 人口: 17,667人 - 世帯数: 7,516 世帯 - 家族数: 5,223 家族 - 人口密度: 37人/km2（95人/mi2） - 住居数: 8,214軒 - 住居密度: 17軒/km2（44軒/mi2） 人種別人口構成 - 白人: 97.96% - アフリカン・アメリカン: 0.07% - ネイティブ・アメリカン: 0.25% - アジア人: 0.08% - 太平洋諸島系: 0.03% - その他の人種: 0.95% - 混血: 0.66% - ヒスパニック・ラテン系: 1.94% | 年齢別人口構成 - 18歳未満: 20.5% - 18-24歳: 7.5% - 25-44歳: 27.5% - 45-64歳: 26.5% - 65歳以上: 18.1% - 年齢の中央値: 42歳 - 性比（女性100人あたり男性の人口） - 総人口: 95.1 - 18歳以上: 91.6 世帯と家族（対世帯数） - 18歳未満の子供がいる: 26.6% - 結婚・同居している夫婦: 56.4% - 未婚・離婚・死別女性が世帯主: 9.5% - 非家族世帯: 30.5% - 単身世帯: 27.5% - 65歳以上の老人1人暮らし: 13.4% - 平均構成人数 - 世帯: 2.31人 - 家族: 2.80人 | 収入と家計 - 収入の中央値 - 世帯: 29,863米ドル - 家族: 36,871米ドル - 性別 - 男性: 30,206米ドル - 女性: 20,379米ドル - 人口1人あたり収入: 15,612米ドル - 貧困線以下 - 対人口: 13.1% - 対家族数: 8.7% - 18歳未満: 17.7% - 65歳以上: 13.5% |

## 都市と町
- アーウィン - 郡庁所在地
- ユニコイ

### 未編入の町
- バナーヒル
- フラッグポンド